# اللجنة الفنية للحكام
اللجنة الفنية للحكام (بالإسبانية: Comité Técnico de Árbitros)‏، وتعرف أيضاً باسم اللجنة الوطنية للحكام (بالإسبانية: Comité Nacional de Árbitros)‏، لجنة تدير عمل مجموعة حكام كرة القدم في إسبانيا وهي مسؤولة، تحت إشراف رئيس الاتحاد الملكي الإسباني لكرة القدم، عن تمثيلهم وإدارة الوظائف الموكلة إليهم. ونتيجة كونها مسؤولة عن إدارة وتنظيم التحكيم الإسباني، فهي الهيئة المسؤولة عن تعيين حكام المباريات أو ترقيات الحكام والحكام المساعدين ومندوبي المباريات ومراسلي كرة القدم وكرة الصالات في الفئات الوطنية. كما أنها الهيئة المسؤولة عن التواصل مع الاتحاد الدولي لكرة القدم (الفيفا) لاختيار الحكام والحكام المساعدين الدوليين والمساعدين كل موسم.

## التاريخ
في البدايات الأولى لكرة القدم في إسبانيا، كانت الاتحادات الإقليمية المختلفة تتولى إدارة الجانب التحكيمي، وكانت تعين الحكام وتحافظ على النظام التحكيمي وفقاً لمعايير ذاتية. في البداية، كانت المباريات تُدار من قبل مدربين أو لاعبين من الأندية المتنافسة. وفي وقت لاحق، انتقلت إلى الاتحادات الإقليمية، وفي عشرينيات القرن العشرين، تم إنشاء هيئة اتحادية لتوحيد المعايير على مستوى إسبانيا.

### التسميات
تسمت اللجنة بأسماء مختلفة طوال حوالي 100 عام من وجودها. عرفت أعلى هيئة تحكيمية في كرة القدم الإسبانية بثلاثة أسماء. كانت تسمى اللجنة الوطنية للحكام (CNA) منذ إنشائها وحتى نهاية الحرب الأهلية الإسبانية. بعد الحرب، تغير اسمها إلى اللجنة المركزية للحكام (CCA). وفي ستينيات القرن العشرين، تمت استعادة اسم اللجنة الوطنية للحكام (CNA)، وفي 1993 بعد وصول سانشيز أرمينيو إلى الرئاسة، تم تسمية الهيئة باللجنة الفنية للحكام (CTA)، وهو الاسم المعمول به إلى اليوم.

## الخصائص
يتم تنظيم اللجنة الفنية للحكام حسب لوائح الاتحاد الملكي الإسباني لكرة القدم في الباب السادس (في هيئات الاتحاد الملكي الإسباني لكرة القدم)، الفصل الرابع (في الهيئات الفنية)، في قسمه الأول (في اللجنة الفنية للحكام). لاحقاً، تطورت اللجنة بشكل أعمق في اللوائح العامة للاتحاد الملكي الإسباني لكرة القدم.
اللجنة مسؤولة عن إدارة أو تنظيم أو تعيين حكام كرة القدم وكرة الصالات في الفئات الوطنية. في كرة القدم، يعني هذا أن اللجنة مسؤولة عن كل ما يتعلق بالحكام باستثناء تعيينهم في الدوريات الاحترافية (الدوري الإسباني والدوري الإسباني الدرجة الثانية والدوري الإسباني الدرجة الثانية ب)، بحيث يتم تعيين الحكام من قبل لجنة مسؤولة عن الدوري والاتحاد الإسباني، كما هو مذكور في الفقرة 5 من لوائح لاتحاد الإسباني. على الرغم من اعتبار الدوري الإسباني الدرجة الثالثة من الفئات الوطنية، إلا أنه فئة مختلطة، حيث توكل معظم القضايا التنظيمية للجان التحكيمية المستقلة.
تطورت هذه الأحكام من اللائحة الأساسية للاتحاد الإسباني لاحقًا في اللوائح العامة للاتحاد الإسباني، مثل التسميات والأعضاء ووظائفهم والمدرسة الوطنية لحكام كرة القدم، إلى آخره.

### اللجان المستقلة
من وظائف اللجنة أنها تعمل كهيئة تنظيمية وإشرافية للجان التحكيم التابعة للاتحادات الإقليمية المختلفة، بحيث تتبع هذه اللجان كل من الاتحاد الإقليمي واللجنة الفنية للحكام.

## الرؤساء

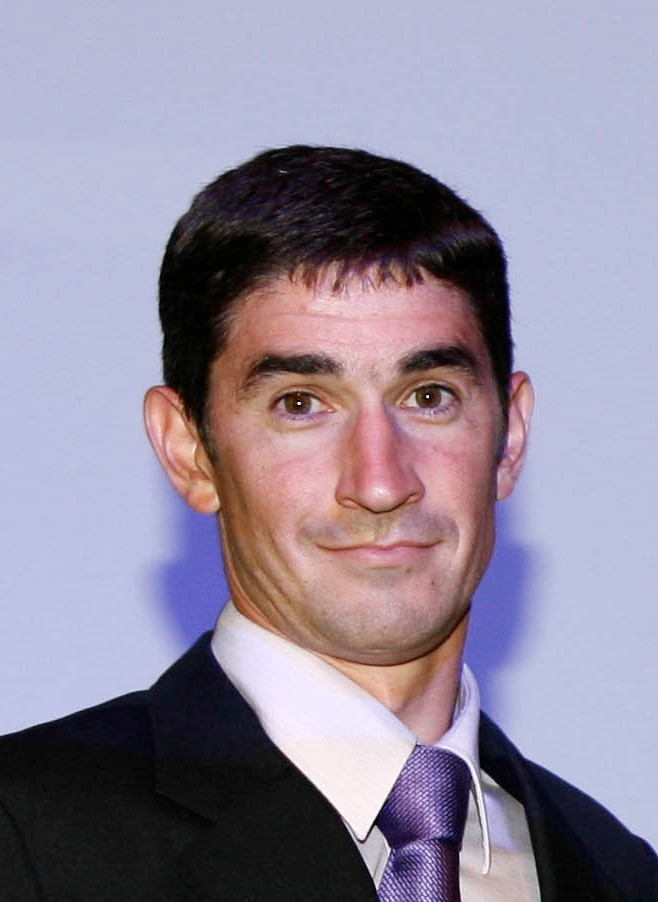
ألبرتو أونديانو مايينكو، أحد أكثر الحكام إدارة للمباريات في كرة القدم الإسبانية.

فيما يلي قائمة مرتبة زمنيًا لجميع الرؤساء الذين تولوا رئاسة لجنة الحكام منذ إنشائها:
- ألفونسو ألبينيز خوردانا
- كارلوس دييستي فيغا
- لويس كولينا ألفاريز (1924–26)
- أنطونيو دي كارسير ديسدير (1926–28)
- لويس إيغليسياس غارسيا (يوليو 1928)
- خوليان روتي مونييسا (سبتمبر 1928 – نوفمبر 1928)
- ألفونسو ألبينيز (1928–29)
- أنطونيو دي كارسير ديسدير (1930–36)
- أولوجيو أرانغورين لابايرو (1939–46)
- مانويل ألفاريز كوريولس (1946)
- إميليو سواريز مارسيلو (1947)
- رامون إيتشارين سانزماغاراي (1947–48)
- بيدرو اسكارتين موران (1948–51)
- لويس سورا ديل بان (1951–52)
- أرتورو لوبيز إسبينوزا (1952)
- أولوجيو أرانغورين لابايرو (1952–53)
- إميليو ألفاريز بيريز (1953–56)
- نيفاريو ديلا كروز هرناندز (سبتمبر 1956 – نوفمبر 1961)
- مانويل أسينسي مارتن (1961-67)
- خوسيه بلازا بيدراز (1967-70)
- خوسيه فرنانديز ديلا توري (1970)
- خوان فرانسيسكو باردو هيدالغو (1971–72)
- خوسيه بلازا بيدراز (1972–1990)
- فرانسيسكو خافيير لورينتيبيريز (7 مايو 1990 – 6 يوليو 1990)
- فرناندو دي أندريس مورينو (1990)
- بيدرو سانشيز سانز (1990 – 15 مارس 1993)
- فكتوريانو سانشيز أرمينيو (15 مارس 1993 – 23 مايو 2018)
- كارلوس فيلاسكو كاربايو (23 مايو 2018 – ديسمبر 2021)
- لويس ميدينا كانتاليخو (ديسمبر 2021 – الآن)

## الهيكل التنظيمي
الهيكل التنظيمي للجنة الفنية للحكام:
- الرئيس
  - لويس ميدينا كانتاليجو
- نائب الرئيس
  - خافيير مورينو ديلغادو
  - دافيد فرنانديز بوربالان
  - برناردينو غونزاليس فاسكيز
- الملحق الرئاسي
  - أنطونيو روبينوس بيريز
- مستشار قانوني
  - ألفارو سيرخيو ألفاريز بيريز
- سكرتير
  - مانويل دياز موراليس

لجنة رابطة الدوري الإسباني :
- الرئيس
  - كارلوس فيلاسكو كاربالو
- المتحدث
  - أنتونيو خيسوس لوبيز نييتو

## الجدل
يجري التحقيق حاليا في قضية فساد رياضي محتمل فيما يعرف إعلامياً بقضية نيغريرا، حيث من المتوقع أن يكون نائب الرئيس السابق خوسيه ماريا إنريكيز نيغريرا وأعضاء من نادي برشلونة لكرة القدم متورطين فيها.
من ناحية أخرى، أفادت تقارير من المحيطين بنادي برشلونة أن 10 من رؤساء اللجنة كانوا أعضاء أو مدربين أو لاعبين في ريال مدريد.